# Bienestar de los animales

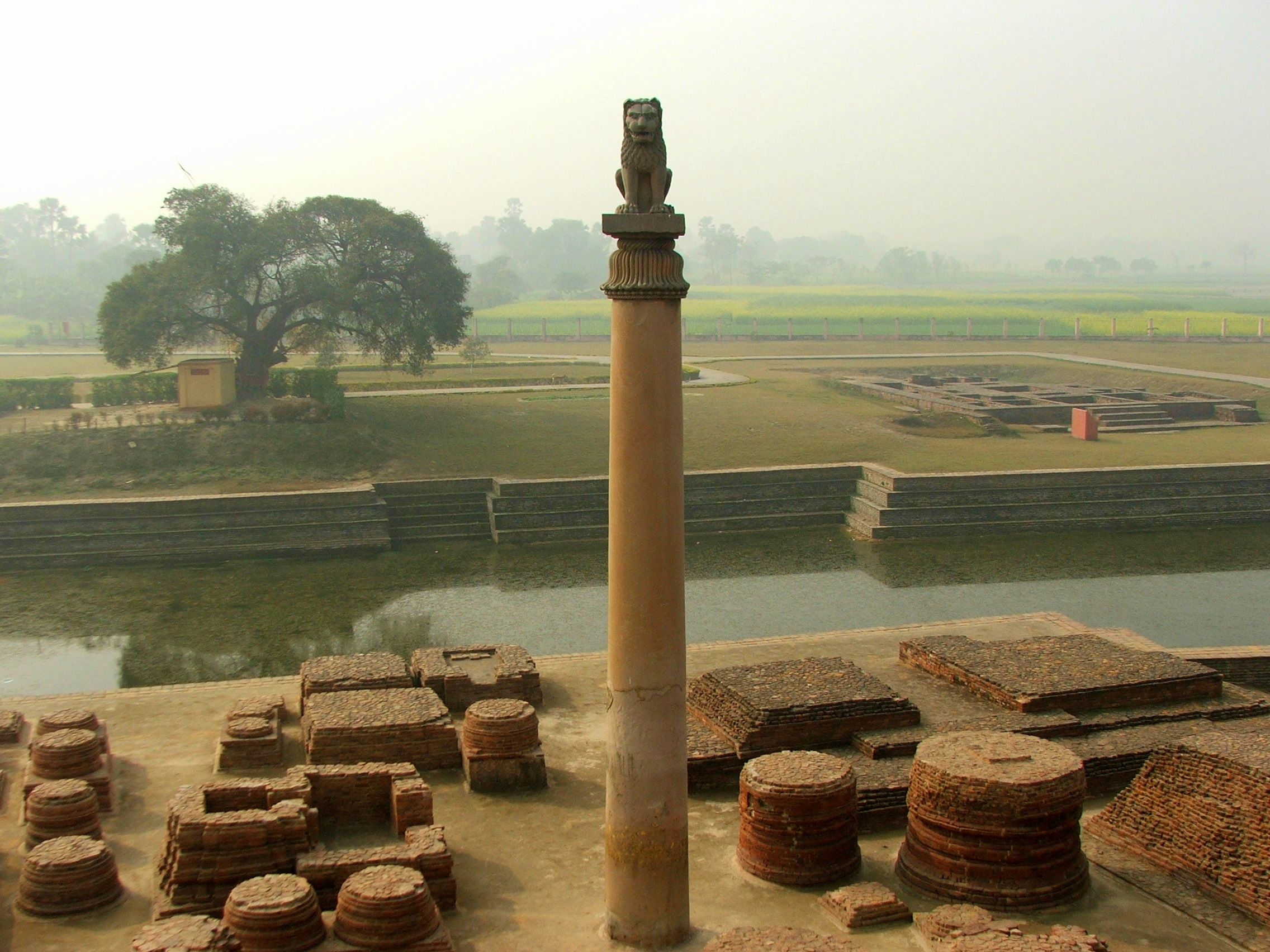
Vista del Pilar de Asoka en Vaishali. Uno de los edictos de Aśoka (272—231 a. C.) dice: «En todos sitios el rey Piyadasi (Asoka) erigió dos tipos de hospitales: hospitales para gente y hospitales para animales. Donde no había hierbas curativas para gente y animales, ordenó que fueran compradas y plantadas».

El bienestar de los animales es el estado en que se encuentran los animales que disfrutan de unas condiciones de vida adecuadas a sus necesidades y gozan de buena salud. Es objeto de atención y de estudio especialmente en el ámbito pecuario y en general de todos los animales que están al cuidado del hombre. 
El respeto al bienestar animal se fundamenta en el hecho de que todos los animales son sensibles, y por tanto se debe tener en cuenta especialmente cuando están bajo el cuidado de los humanos; desde una simple caricia hasta brindarle las comodidades en su descanso.  Estas preocupaciones incluyen cómo se sacrifica a los animales como alimento, cómo se usan en la investigación científica, cómo se mantienen (como mascotas, en zoológicos, granjas, circos, etc.) y cómo las actividades humanas afectan el bienestar y la supervivencia de especies silvestres. 
Como postura moral, el bienestarismo animal defiende que, si bien es lícito que los humanos posean y utilicen animales para alimento, experimentación científica, vestimenta o entretenimiento, se les debe evitar, como seres sintientes que son, cualquier sufrimiento innecesario.
Dentro del ámbito industrial, se considera el bienestar animal como un valor que se obtiene a través de unos estándares de manejo de la ganadería que pueden mejorar tanto la eficiencia y calidad de la producción como la valoración de esta por los consumidores.
La conservación de la naturaleza y las especies también puede entenderse como activismo del bienestar animal. El objetivo es preservar los hábitats de la fauna y preservar las especies para la protección de los sistemas ecológicos y la biodiversidad, lo cual beneficia al bienestar de los animales salvajes.

## Historia, principios y prácticas
La preocupación sistemática por el bienestar de otros animales probablemente surgió en la cultura del valle del Indo con la creencia religiosa del retorno de los antepasados en forma animal, y con que los animales debían ser entonces sacrificados con el respeto debido a un humano. Esta creencia es ejemplificada en la religión jainista y en las otras dos religiones indias, hinduismo y budismo. Otras religiones, especialmente con raíces en la religión arábiga, tratan a los animales como los puntales de sus propietarios, la codificación de normas para su atención y sacrificio estaban destinadas a limitar la angustia, el dolor y el miedo a los animales bajo el control humano.

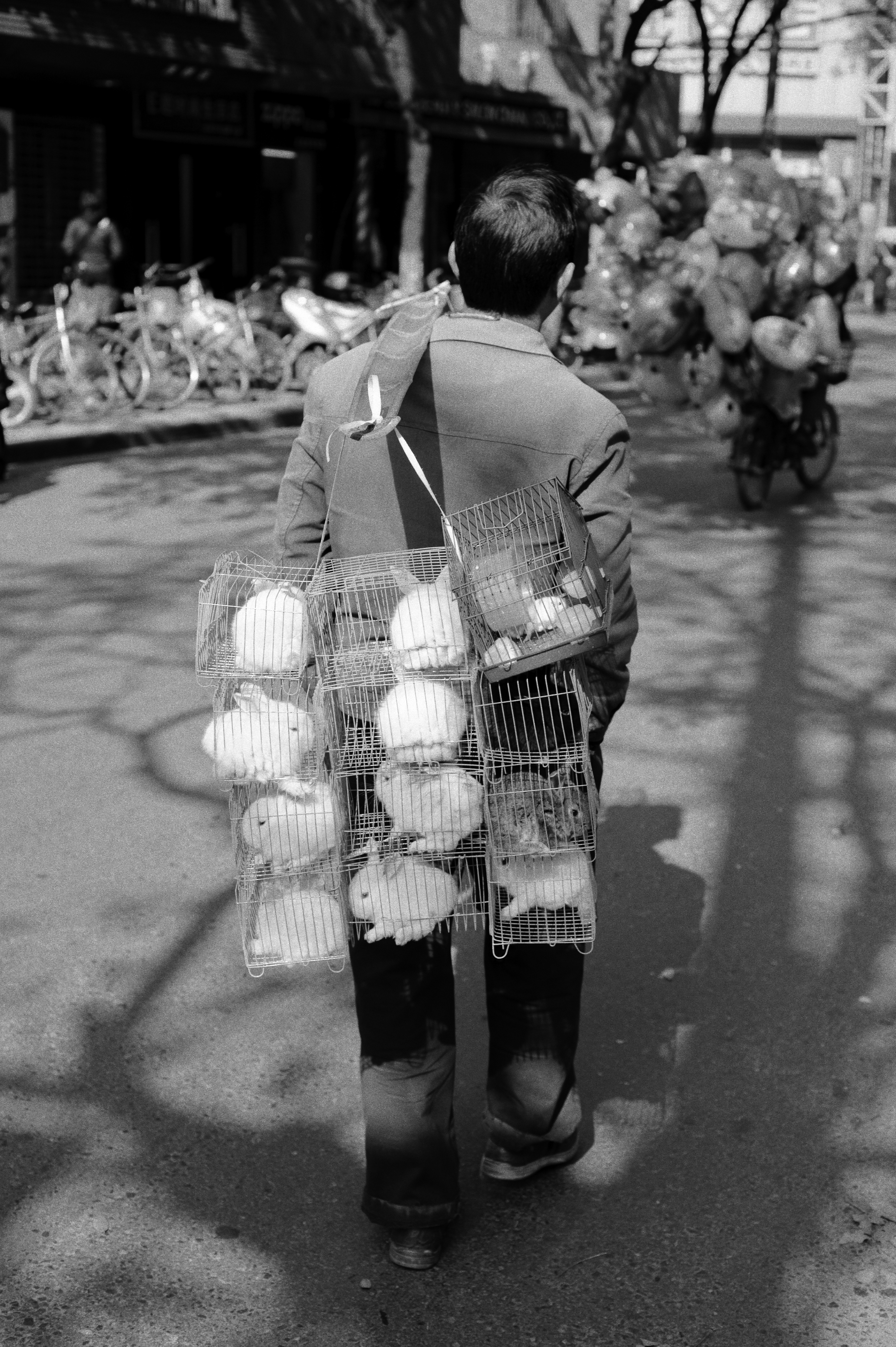
Conejos en venta ambulante en un mercado de Nankín en China.

En Occidente, las primeras políticas y acciones en defensa de los animales surgen en Irlanda y el Reino Unido en el siglo XIX. En 1822, el parlamentario británico Richard Martin llevó un proyecto de ley al Parlamento que ofrecía protección de la crueldad a los bovinos, caballos y ovejas (ganando para sí mismo el sobrenombre de Humanity Dick). Martin estuvo entre los fundadores de la primera organización por el bienestar animal, la Society for the Prevention of Cruelty to Animals o SPCA, en 1824. En 1840, la reina Victoria dio a la sociedad su bendición, y entonces se convirtió en la RSPCA. La sociedad usaba las donaciones de sus miembros para crear una creciente red de inspectores, cuyo trabajo era identificar abusadores, reunir evidencias y reportarlas a las autoridades.
En Alemania, las principales preocupaciones del movimiento de protección de los animales desde el siglo XIX habían sido el sacrificio kosher y la vivisección, asuntos que los nazis recogieron tan pronto como llegaron al poder en enero de 1933 como parte de sus ataques contra los judíos, con la afirmación de que la vivisección era parte de lo que llamaban «ciencia judía».
Aplicaron leyes que regulaban el sacrificio en abril de 1933 y prohibieron la vivisección en agosto de 1933, retirando la prohibición tres semanas después, cuando fueron persuadidos de que tendría un efecto negativo en la investigación, e introduciendo regulación en su lugar. El 24 de noviembre de 1933, la Tierschutzgesetz o ley de protección animal fue introducida, la primera de una serie de medidas similares que daban a Alemania la legislación de protección animal más extensa de la Europa de la época. Hermann Göring amenazó a cualquiera que violase las regulaciones sobre la vivisección con enviarlos a campos de concentración.
La legislación se mantuvo en la Alemania de la posguerra, tanto en la del este como la del oeste, si bien ahora las comunidades judía y musulmana tienen permitido practicar el «sacrificio ritual», llamados Shechita y Dhabihah.

### Principios del bienestar de los animales
El gobierno del Reino Unido encargó una investigación sobre el bienestar de los animales de cría intensiva al profesor Roger Brambell en 1965, en parte como respuesta a las preocupaciones planteadas en el libro de 1964 de Ruth Harrison, Animal Machines. Sobre la base del informe del profesor Brambell, el gobierno del Reino Unido creó el Farm Animal Welfare Advisory Committee (Comisión Consultiva sobre el Bienestar de los Animales de Granja) en 1967, que se convirtió en el Farm Animal Welfare Council (Concilio sobre el Bienestar de los Animales de Granja) en 1979. Las primeras directrices recomendadas por la comisión fueron que los animales requieren las libertades de «darse la vuelta, cuidarse a sí mismos, levantarse, tumbarse y estirar sus extremidades». Estas han sido elaboradas desde entonces para ser conocidas como las Cinco Libertades del bienestar animal:

#### Las cinco libertades
1. Estar libres de hambre y sed - teniendo acceso a agua fresca y una dieta que les aporte una salud plena y energía.
2. Estar libres de incomodidad - proporcionando un entorno adecuado incluyendo cobijo y una zona cómoda de descanso.
3. Estar libres de dolor, lesiones y enfermedades - mediante la prevención o el diagnóstico rápido y el tratamiento.
4. La libertad de expresar un comportamiento normal - proporcionando espacio suficiente, instalaciones adecuadas y la compañía de animales de la propia especie del animal.
5. Estar libres de miedo y angustia - asegurando las condiciones y trato que evitan el sufrimiento físico y mental.[4]

## Bienestar de los animales y derechos de los animales
En la defensa de los animales, se pueden distinguir dos corrientes: la que defiende un mayor bienestar animal, y la que reclama derechos para los animales.
La mayoría de bienestaristas argumentan que los proponentes de derechos de los animales van demasiado lejos, y por ello no abogan por la eliminación del uso de los animales. Los bienestaristas creen que los humanos tienen la responsabilidad moral de no realizar crueldades (sufrimiento innecesario) a otros animales, pero sí creen que se puede utilizar a los animales como comida, vestimenta, etc. Los partidarios de los derechos de los animales, como Gary L. Francione y Tom Regan, sostienen que la postura bienestarista es lógicamente inconsistente y éticamente inaceptable debido a que es una discriminación especista, y abogan por el veganismo. De todos modos, hay algunos grupos por los derechos de los animales, como PETA, que apoyan medidas bienestaristas a corto término para aliviar el sufrimiento de los animales hasta que todo uso de estos acabe.
Según Ingrid Newkirk, cofundadora de PETA, en una entrevista con Wikinews, hay dos aspectos en el bienestarismo y los derechos de los animales. «Si solo pudiera tener una cosa, sería acabar con el sufrimiento», dijo Newkirk. «Si puedes tomar cosas de los animales y matar animales todo el día sin causarles sufrimiento, entonces lo tomaría... Todo el mundo debería estar de acuerdo en que los animales no deberían sufrir si los vas a matar o vas a robarles, tomando la piel de sus espaldas o cogiendo sus huevos, o lo que sea. Pero tú no deberías hacerles pasar por una tortura para hacer eso».

## Beneficios del bienestar animal
A pesar de implicar algunos incrementos en los costes de producción, los procesos de bienestar animal conllevan, además de las ventajas de tipo ético, varios beneficios para el ganadero y para el consumidor. Entre ellos se pueden destacar:
- Eficiencia productiva: los animales criados en condiciones de confort y bienestar enferman menos, requieren menos antibióticos y ganan peso más rápido. Se producen también menos bajas, los partos generan más crías, y en el caso de las aves los huevos son más grandes y con la cáscara más resistente.
- Calidad del producto: el respeto a los animales durante la crianza, el embarque y su transporte dan como resultado alimentos como carne, leche y huevos con un nivel de calidad superior, tanto en sabor como en propiedades nutricionales. Por ejemplo, en el caso de los bovinos y porcinos, sufrir estrés justo antes del sacrificio puede dañar las proteínas de la carne.
- Valor añadido: los consumidores, cada vez más concienciados, tienen preferencia por los productos de bienestar animal y están dispuestos a pagar más por ellos.
- Acceso a los mercados: cada vez más marcas y grandes compradores de carne establecen exigencias relacionadas con las condiciones de producción que dejan fuera a los productores que no las cumplen.

## Legislación
El derecho animal o legislación animalista es el cuerpo de derechos positivos y jurisprudencia cuyo objeto de derecho es la naturaleza —legal, social o biológica— de los animales. No se debe confundir esta doctrina jurídica con los derechos de los animales, que son una filosofía y movimiento sobre los derechos naturales de los animales.
El derecho animal varía en cada país. En términos de legislación comparada, los mayores referentes son las legislaciones inglesa, norteamericana y europea en general, pioneras en implementar la regulación jurídica de los animales.
El derecho animal incluye animales de compañía, fauna, animales empleados en el entretenimiento y animales criados para comida e investigación. La esfera emergente del derecho animal a veces se compara con el movimiento del derecho medioambiental hace 30 años. El Animal Legal Defense Fund (Fundación de la Defensa Legal de Animales) fue fundado por la abogada Joyce Tischler en 1979 como la primera organización dedicada a la promoción de la esfera del derecho animal y usando el derecho para proteger las vidas y defender los intereses de los animales.

## Productos de consumo
Respondiendo a la creciente sensibilización de los consumidores han aparecido en el mercado –bien por imperativo legislativo o bien por iniciativa empresarial– distintas categorías de productos que se diferencian de los convencionales por proceder de unos métodos de producción más respetuosos con los animales o con el medio ambiente: 
- Huevos: frente a los huevos de gallinas enjauladas se comercializan huevos de gallinas criadas en suelo, al aire libre (gallinas camperas) o en granja ecológica.
- Leche: frente a la leche industrial convencional, se comercializan leches certificadas como de bienestar animal, leches de pastoreo, y leches ecológicas.[9]
- Carne: frente a la carne convencional (de pollo, vacuno, porcino, etc.), se comercializan variantes certificadas como de bienestar animal, y también como de producción ecológica.
- Cuero: frente al cuero procedente de la piel de animal, se comercializan distintos tipos de cuero sintético, ecológico o cuerina.[10]

### Certificaciones
En Europa, la principal certificación que incluye normas elevadas de bienestar animal, junto a otros preceptos de tipo medioambiental, es la correspondiente a la producción ecológica, que se expide tanto para productos de la agricultura como de la ganadería. Luego, junto a esta certificación oficial, algunas organizaciones proporcionan otros certificados que permiten a los ganaderos que crían siguiendo pautas de bienestar animal superiores a los mínimos legalmente establecidos, o auditadas de manera más rigurosa, exhibir este valor añadido de cara a los consumidores.
En España, el certificado más conocido de este tipo es el AENOR Conform de Bienestar Animal. Esta certificación, dirigida a explotaciones ganaderas y mataderos de vacuno, porcino y aves, se expide mediante auditorías de observación directa de los animales en las que se evalúan cuatro principios: buena alimentación, buen alojamiento, buena salud y comportamiento adecuado. Otras entidades que también ofrecen este tipo de certificaciones son Certicar o Acerta.
Por último, existen fabricantes o cadenas de distribución que exhiben sus propias etiquetas o mensajes de felicidad o bienestar animal en ciertos productos (o en sus declaraciones de RSC), con fines promocionales o de imagen corporativa, pero sin estar avalados por ninguna autoridad independiente.

## Críticas al bienestar animal
La defensa del bienestar animal recibe críticas desde dos bandos diametralmente opuestos. Por un lado, están quienes niegan que los humanos tengan algún tipo de obligación o responsabilidad hacia los animales. En una postura puramente utilitarista, sostienen que los humanos no deben renunciar al máximo aprovechamiento de los animales por un afán de respetar su bienestar; el buen trato solo merece la pena en la medida en que eso genere rentabilidad (económica o de cualquier tipo) a los humanos.
En el lado contrario, los abolicionistas, o activistas por los derechos de los animales más radicales, critican el bienestarismo porque argumentan que aunque se mejoren las condiciones de vida de los animales que son criados para alimentación, vestimenta, experimentación o compañía, sigue siendo explotación. Para ellos los animales de otras especies no deben ser usados o mantenidos por el ser humano de ninguna forma, ya que esto es especismo. 

## Bienestar animal desde una perspectiva moral
La perspectiva moral enuncia que la creación de productos de origen animal dirigido a la satisfacción de las necesidades humanas implica que no sean tratados como entes con consideración moral, cuya consecuencia es la valoración superior hacia los seres humanos por encima de ellos, justificando y promoviendo una postura antropocéntrica. La consecuencia que se seguiría de justificar esta postura daría lugar a una discriminación vinculada con respecto a la especie a la que pertenecen ciertos individuos, es decir, especismo (discriminación de una especie respecto a otra/s). 
La capacidad de sufrimiento como característica básica que le otorga a un ser vivo la consideración como igual respecto a cualquier otro, como el ser humano, debe ser un factor relevante a la hora de tratar a un ser sintiente. Si un ser sufre, no puede haber justificación moral alguna para negarse a tener en cuenta este sufrimiento. Al margen de la naturaleza del ser, el principio de igualdad exige que su sufrimiento cuente tanto como el mismo sufrimiento de cualquier otro ser.

## Organizaciones
Existen diversas organizaciones por todo el mundo, mayoritariamente ONGs, que se ocupan de la defensa de los animales, promoviendo su bienestar y/o sus derechos. Entre ellas podemos resaltar:
- Animal Heroes (México)
- Animal Libre (Chile)
- AnimaNaturalis (España y Latinoamérica)
- Animales Sin Hogar (Uruguay)
- Animal Save Movement (Latinoamérica)
- CAS International (internacional, con origen en Países Bajos)
- DefensAnimal.org (España y Colombia)
- Equanimal (España)
- Eurogroup for Animals (UE)
- Igualdad Animal (internacional, con origen en España)
- Libera! (España y América Latina)
- PACMA (partido político en España)
- PETA (internacional, con origen en EE. UU.)
- Royal Society for the Prevention of Cruelty to Animals, o RSPCA (Reino Unido)
- Sea Shepherd Conservation Society (internacional, con origen en EE. UU.)
- Sociedad Protectora de Animales (Europa, Estados Unidos, Canadá y México)
- Voluntarios en Defensa de los Animales (Bolivia)
- The Humane League (EE. UU.)
- Wild Animal Initiative (EE. UU.)

A éstas, específicamente centradas en los animales, habría que añadir también las aún más numerosas organizaciones ecologistas, que extienden sus intereses a todo el medio ambiente y la conservación de la naturaleza.